# Аджагба, Эфе
Эфе Аджагба (англ. Efe Ajagba; род. 22 апреля 1994, Угелли, штат Дельта, Нигерия) — нигерийский боксёр-профессионал, выступающий в тяжёлой весовой категории. Участник Олимпийских игр (2016), чемпион Африканских игр (2015), бронзовый призёр Игр Содружества (2014) в любителях. Среди профессионалов действующий чемпион по версии WBC Silver (2023—2024) в тяжёлом весе.
Лучшая позиция по рейтингу BoxRec — 12-я (октябрь 2024) и является 1-м среди нигерийских боксёров тяжёлой весовой категории, а по рейтингам основных международных боксёрских организаций занял: 3-ю строку рейтинга WBC, и 3-ю строчку рейтинга IBF, 12-ю строчку рейтинга WBO — входя в ТОП-15 лучших тяжеловесов всего мира.

## Биография
Родился 22 апреля 1994 года в городе Угелли на территории штата Дельта на юге Нигерии.

## Любительская карьера
В 2014 году стал бронзовым призёром Игр Содружества в супертяжёлом весе.
В 2015 году стал чемпионом Африканских игр в супертяжёлом весе.
В марте 2016 года Аджагба занял 1-е место в отборочном турнире от всей Африки — квалифицировавшись на летние Олимпийские игры 2016 года. На этом турнире в финале он победил опытного марокканского боксёра Мохамеда Арджауи.
В августе 2016 года участвовал в Олимпийских играх в Рио-де-Жанейро, где в 1/8 финала эффектным нокаутом в 1-м же раунде победил боксёра из Тринидада и Тобаго Найджела Пола, но в четвертьфинале проиграл решением судей (счёт: 0:3) казахстанскому боксёру Ивану Дычко — который в свою очередь завоевал бронзу олимпиады.

## Профессиональная карьера

#### На старте
30 июля 2017 года дебютировал на профессиональном ринге, победив нокаутом в 1-м же раунде крепкого американца Тиррелла Энтони Херндона (6-1, 2 KO). Во-втором профессиональном бою в октябре 2017 года досрочно победил небитого Люка Леона (5-0). Третий бой провел через две недели побив джорнимэна Родни Эрнандеса (10-6-2) в пятом раунде. В марте 2018 года в андекраде чемпионского боя Майки Гарсии против Сергея Липинца победил на перовой минуте первого раунда малоизвестного Антонио Джонсона (6-2). 5-й бой провел в конце мая в городе Билокси (Миссисипи) и победил нокаутом в первом раунде Дель Лонга (5-2-2). Таким образом за неполный год одержал 5 побед — 5 досрочно.

#### Бой с Кертисом Харпером
24 августа 2018 года, в 6-м профессиональном поединке, Аджагбы вышел конфуз — противник американский боксёр Кёртис Харпер (13-5, 9 КО) без единого удара просто сбежал из ринга сразу же после начала поединка и получил за это дисквалификацию.

#### Бой с Ником Джонсом
30 сентября 2018 года в 7-м профессиональном поединке Аджагба одержал досрочную победу над небитым американцем Ником Джонсом (7-1, 5 КО). Аджагба завладел центром ринга, работал через джеб, прошивая защитные редуты оппонента правым прямым и реже левым хуком. За минуту до окончания стартового раунда защита Джонса начала трещать по швам. Дотянуть до гонга американец не сумел. Пропустил правый прямой и оказался на канвасе. Попытался подняться на ноги, но рефери принял решение вовремя остановить одностороннее избиение.

#### Бой с Сантино Террнбоу
Бой прошел 22 декабря 2018 года в Бруклине (Нью Йорк, США) в андеркарде боя Джермелл Чарло — Тони Харрисон, и продлился не полный первый раунд из четырех. Аджагба победил малоизвестного Сантина Террнбоу (4-3) нокаутом на второй минуте.

#### Бой с Амиром Мансуром
9 марта 2019 года, городе Карсон (Калифорния, США) в 9-м поединке, Аджагба досрочно победил некогда матерого 46-летнего ветерана Амира Мансура (23-3-1), который дважды побывал в нокдауне уже в 1-м раунде, во 2-м раунде претерпел одностороннее избиение и отказался выходить на 3-й раунд. Манусур с самого начала начал движения по периметру ринга. Аджагба постреливал джебом, хорошо резал сопернику углы, загоняя того в тупик. Нигериец свалил Мансура двойкой, но тот решил продолжить бой. Спустя несколько секунд побывал во втором нокдауне. Одностороннее избиение продолжилось во 2-м раунде. Американский ветеран уже не падал, но под конец трёхминутки еле поплёлся в свой угол. На 3-й раунд 46-летний боксёр не вышел. Согласно контрактам, предоставленным организаторами шоу в Спортивную комиссию Калифорнии, Аджагба получит за этот бой 8 тысяч долларов, а Амир Мансур — 25 тысяч. По официальному решению, по правилам Атлетической комиссии штата Калифорния это не RTD, а TKO.

#### Бой с Михаэлем Валлишем
27 апреля 2019 года, в Лас-Вегасе (США), Аджагба досрочно победил техническим нокаутом во 2-м раунде достаточно опытного почти небитого (было только одно поражение от опытного румына Кристиана Хаммера) 33-летнего немецкого боксёра Михаэля Валлиша (19-1). Андердог из Германии неожиданно предложил фавориту жёсткий обмен ударами из-за блока, несколько раз даже потеснил Аджагбу, зажимал того у канатов. Африканец принялся боксировать с дальней дистанции через джеб. Во 2-м раунде Валлиш взял колено после пропущенного правого хука, но вдогонку ему прилетел ещё один удар. Рефери дал время немцу на восстановление, но, похоже, тот уже твёрдо решил, что пора заканчивать. Бой продолжился. Аджагба загнал Валлиша к канатам, тот не отвечал на удары, и рефери остановил поединок.

#### Бой с Али Эрен Демирезен
20 июля 2019 года на арене MGM Grand в Лас-Вегасе (США) Аджагба провёл конкурентный 10-ти раундовый проспект-клэш с опытным турецким нокаутёром Али Эрен Демирезен (11-0, 10 KO), которого Аджагба победил единогласным решением судей (счёт: 99—91, 99—91, 97—93). Демирезен работал первым номером. Аджагба отстреливался, с трудом удерживая оппонента. Несмотря на статус нокаутёра, потрясти турка нигерийцу так и не удалось. А к 5-му раунду Аджагба и вовсе заметно устал. Вторая половина боя получилась максимально конкурентной, а лучшие моменты были у Демирезена. Финальный раунд прошёл в атаках боксёра из Турции. Но его старания судьи не оценили: 97—93 и дважды 99—91 в пользу Аджагбы.

#### Бой с Яго Киладзе
21 декабря 2019 года состоялся бой в Онтэрио (Калифорния, США). Аджагба встретился с 33-летним опытным грузинским боксёром Яго Киладзе (26-4-1), которого Аджагба победил нокаутом в 5-м раунде, но при этом и сам побывал в нокдауне в 3-м раунде. Фаворит не плохо начал бой и за стартовые секунды смог потрясти грузинского андердога. Во втором раунде у грузинского боксёр было пара удачных эпизода, но второй раунд остался за Эфе который смог уронить Киладзе двойкой. Добить не удалось — грузина спас гонг. В 3-м раунде за минуту до конца раунда Аджагба снова потряс Киладзе который однако не просто устоял, но и удачной контратакой справа отправил Аджагбу в нокдаун. Фаворит поднялся на ноги, продолжил бой, вновь завладев инициативой, но времени в раунде не хватило. 4-й раунд прошел с преимуществом Эфе который явно шел вперед, поддавливал, и выцеливал пытаясь донести силовую двойку. В 5-м раунде Аджагба усилил прессинг и вновь уронил Киладзе правым, поднявшись он пытался выжить, но оказавшись у канатов под ударами угол выкинул полотенце. Аджагба ТКО 5.

#### Бой с Разваном Кожану
7 марта 2020 года в Barclays Center, Бруклин, (Нью Йорк, США) в андеркарде первого боя Адама Ковнацки — Роберт Хелениус побил бывшего претендента на титул чемпиона мира, румынского гейткипера Развана Кожану (17-7, 9 KO). Африканец занял центр ринга, боксировал через джеб, но без особой выдумки. Кожану пытался контратаковать, памятуя о том, что проспект открывается во время своих атак и забывает вернуть руки в защиту. Аджагба отметился парочкой хороших ударов по корпусу. Кожану несколько раз неплохо огрызнулся левым хуком, отметился тем, что периодически показывал сопернику язык. В 6-м раунде у Аджагбы прошла яркая многоударная комбинация. Кожану в ответ пробил ниже пояса. В 8-м раунде Кожану взял колено. Бой продолжился и лицо Развана заплыло от пропущенных ударов. В следующей трёхминутке румын вновь взял колено, и рефери в ринге сразу же остановил бой. Аджагба ТКО 9.
В августе 2020 года подписал промоутерский контракт с Top Rank и менеджером Джеймсом Принсом. До этого проводил поединки в вечерах Premier Boxing Champions Эла Хеймона и Ringstar Sports Ричарда Шафера. Тренировать боксера так же будет новый тренер - Кей Корома вместо Ронни Шилдса с которым у бойца закончился контракт.

#### Бой с Джонатаном Райсом
19 сентября 2020 года в MGM Grand в Лас-Вегасе (США) в со-главном бою боксерского вечера Хосэ Педраса — Хавьер Молина. Эфе побил американца Джонатана Райса (13-6-1, 9 КО) в дебютном поединке в рамках шоу от Боба Арума (Top Rank). Первый раунд прошел в спокойном темпе, а во второй трехминутке Аджагба потряс соперником правым прямым, но на добивание не пошел. Далее темп в поединке не увеличился. Нигериец продолжил работать через джеб и наносить двойки, а американец не рисковал и сосредоточился на защите, хотя Райс время от времени он огрызался и точно контратаковал. Аджагба так и не смог донести до цели нокаутирующий удар или даже еще раз потрясти оппонента, но одержал победу единогласным решением судей со счетом 98—92 и дважды и 99—91.

#### Бой с Брайаном Ховардом
10 апреля 2021 года на арене Osage Casino в городе Талса (штат Оклахома, США) в со-главном событии вечера бокса от Top Rank, встретился с джорнимэном Брайаном Ховардом (15-5, 12 КО) который из последних пяти боев имел рекорд 2-3, проиграв проспектам: Умару Саламову (20-1), Ричарду Ривере (11-0) и в крайнем бою Фрэнку Санчесу (15-0). Саламову и Санчесу соответственно он проиграл нокаутом. При этом в активе Ховарда была победа нокаутом надо проспектом Карлосом Негроном (20-2)
Нигериец начал бой в невысоком темпе, готовя свои атаки через джеб и подключая правую руку. 1-й раунд прошёл в разведке, во 2-м Эфе начал пристреливаться, а в 3-м завершил бой досрочно, отправив Ховарда в глубокий нокаут правым кроссом в голову.

#### Бой с Фрэнком Санчесом
9 октября 2021 года года состоялся бой Аджагбы с непобеждённым кубинским проспектом Фрэнком Санчесом Форе (18-0, 14 КО), обладателем титулов WBC Continental Americas и WBO NABO. Поединок прошёл в андеркарте третьего боя Фьюри и Уайлдера проходившего в Лас Вегасе (США). Противостояние началось с разведки. Кубинец раздёргивал Аджагбу финтами, изредка донося правый кросс. Нигериец действовал предсказуемо. В конце 6-го раунда Санчес поскользнулся и упал, но рефери не стал отсчитывать нокдаун. В следующем раунде Санчес отправил Аджагбу в нокдаун, затем продолжил работать вторым номером. Эфе предсказуемо наступал, но не вносил существенных корректив в свою работу. Санчес продолжал забирать раунд за раундом, одержав закономерную победу по очкам: 97—92, 98—91, 98—91.

#### Бой с Йожефом Дармошем
27 августа 2022 года в Талсе, (штат Оклахома, США) в андеркарде боя Хосэ Педраса — Ричард Комми вышел на бой против венгерского джорнимэна Йожефа Дармоша (14-5-3, 10 КО). Невысокий андердог попытался прессинговать фаворита, но всё делал слишком медленно и неуверенно. Дармош позволил африканцу показать всё, над чем тот успел поработать в лагере: Аджагба боксировал из-за джеба, запускал хуки в обход высокого блока, тревожил корпус и даже попадал апперкотами. Не хватало разве что комбинационной работы — панчер остался панчером. Во 2-м раунде Аджагба свалил соперника ударом по корпусу, но тот поднялся на ноги и захотел продолжать. Спустя считанные секунды Дармош вновь оказался в нокдауне. На этот раз рефери сразу же остановил поединок.

#### Бой с Стефеном Шоу
14 января 2023 в Вероне (штат Нью-Йорк, США) в главном событии шоу от Боба Арума (Top Rank) в лимите хэвивейта должны были сойтись нигериец Аджагба (16-1,13 КО) и чемпион WBC в бриджервейте Оскар Ривас (28-1, 19 КО) из Колумбии. Промоутер латиноамериканца Ивон Мишель (GYM Promotions) уведомил о том, что его боец недоступен — получил травму глаза во время спаррингов. Заменой выступил небитый американский проспект Стефен Шоу (18-0, 13 КО).
Стартовые раунды остались за Шоу. Он быстрее и эффективнее в битве джебов (Аджагба просто работает по блоку), отметился парочкой комбинаций. Нигерийцу традиционно тяжело даются удары в сериях. Но он выбрасывает много, за счёт чего сохраняется видимость конкурентного боя. Аджагба понял, что перебоксировать Шоу ему не удастся. Он прессингует чуть агрессивнее, джебит по корпусу в попытках замедлить манёвренного оппонента, донёс до цели оверхэнд и выровнял ход боя. Американец попробовал перехватить инициативу, но всё же отдал центр ринга нокаутёру. 6-й раунд явно за нигерийцем. Американец отдал инициативу. Он всё реже пытается контрить джеб Аджагбы, всё чаще пропускает увесистые удары, исчезла работа ног и джеб, так что уже не в состоянии контролировать дистанцию и постоянно трётся спиной к канатам ринга. Шоу попытался перехватить инициативу в 8-м раунде, но он слишком опасается ударной мощи соперника. Впрочем, оба очень осторожничают, что сильно не нравится болельщикам — недовольно гудят, освистывают бойцов. Счёт судей: трижды 96—94 в пользу Аджагбы.

#### Бой с Жаном Кособуцким
Бой прошел 26 августа 2023 года в Hard Rock Hotel & Casino, (Талса, США) в со-главном поединке вечера. Эфе Аджагба победил дисквалификацией казахстанского проспекта Жана Кособуцкого (19-1, 18 KO). В третьем раунде казахстанец нанес удар ниже пояса, после которого бой был остановлен, и рефери дал Аджагбе восстановиться и снял балл с Жана, а вскоре после продолжения боя он вновь ударил ниже пояса и получил еще одно предупреждение. Также и Аджагбе было сделано замечание за удар ниже пояса. В четвертом раунде Кособуцкий нанес еще один ниже пояса, и рефери остановил бой и дисквалифицировал казахстанского боксера.

#### Бой с Джозефом Гудоллом
4 ноября 2023 года в Стейтлайне (штат Невада, США) провел бой с Джозефом Гудоллом (10-1-1, 9 КО) из Австралии. С первых секунд первого раунда Аджагба занял центр ринга и начал поддавливать менее инициативного соперника. У Аджагбы проходили эпизоды из чистых ударов которые Гудолл пропускал, но оставался на ногах. Второй и третий раунд Аджагба так же был лучше — у него проходили апперкоты и джебы. В самом начале 4-го раунда Гудолл снова пропустил силовую двойку и дальше несколько мощных безответных ударов и еле стоял на ногах. Рефери Тони Уикс вмешался и остановил бой. Это была первая защита титула WBC Silver в тяжёлом весе которым владеет нигериец.

#### Бой с Гвидо Вианелло
14 апреля 2024 года в Корпус - Кристи (штат Техас, США) в вечере бокса, который возглавил поединок Джареда Андерсона против Риада Мерхи встретился с проспектом из Италии Гвидо Вианелло (12-1-1, 10 КО). Оба бойца находились на контракте у промоутерской компании Top Rank Боба Арума. Начало боя осталось за более подвижным и точным итальянцем. Эфе не мог подстроиться и донести свой удар, а в конце второго раунда и вовсе был потрясен увесистым правым попаданием Гвидо. К четвертому раунду африканец начал находить ключи к боле агрессивному и активному итальянцу за счет джеба и эффективного апперкота. Во-второй половине боя Вианелло устал, снизил активность и результативность, Эфе же наоборот выглядел лучше за что и получил победу минимальным судейским решением: 96—94, 96—94 и 94—96.

#### Бой с Мартином Баколе
В конце ноября 2024 года IBF назначило отборочный бой между Мартином Баколе и Аджагбой, победитель которого должен будет получить право на бой с чемпионом по линии IBF Даниэлем Дюбуа. 
Бой с Баколе был проведен 2 мая 2025 года в Саудовской Аравии в андеркаре боя Сауль Альварес - Уильям Скулл за все пояса. Поединок уже не имел статуса отборочного, потому что Баколе в конце февраля проиграл нокаутом Джозефу Паркеру. Начало схватки осталось за Ажагбой, он забирал первые трехминутки за счёт джеба, контроля дистанции, передвижения на ногах. Баколе никак не мог найти свой бокс и был меддленней чем оппонент. Имелась и традиционная проблема Мартина - нехватка кондиций, лишний вес. В 3-м раунде бойцы выдали зрелищный размен ударами где лучше выглядел Аджагба. Однако в 4-м Баколе смог активизироваться, перехватить инициативу, несколько раз успешно зажимал нигерийца в углу и попадал силовыми ударами. В 5-й трехминутке Аджагба снова вернул инициативу, был быстрее и острее. 6-й раунд Аджагба так же забрал, но начал критично уставать, Баколе же, наоборот, нарастил преимущество и в концовке боя выглядел свежее, агрессивнее забрав последние раунды. Счёт судей по итогам 10 раундов был спорный: 96—94 Аджагба, 95—95 и 95—95. Compubox посчитал удары подтвердив спорное решение боковых: Аджагба нанёс больше точных ударов (190-145), перебил джебами (106-63) и силовыми (84-82).

## Статистика профессиональных боёв
В таблице перечислены результаты всех поединков боксёров.
В каждой строке указан результат поединка. Дополнительно номер поединка обозначен цветом, который обозначает итог поединка. Расшифровка обозначений и цветов представлена в нижеследующей таблице.
| Пример | Расшифровка                     |
| ------ | ------------------------------- |
|        | Победа                          |
|        | Ничья                           |
|        | Поражение                       |
|        | Планируемый поединок            |
|        | Поединок признан несостоявшимся |
| КО     | Нокаут                          |
| ТКО    | Технический нокаут              |
| PTS    | Решение судей (по очкам)        |
| UD     | Единогласное решение судей      |
| MD     | Решение большинства судей       |
| SD     | Раздельное решение судей        |
| RTD    | Отказ от продолжения боя        |
| DQ     | Дисквалификация                 |
| NC     | Поединок признан несостоявшимся |

| 20 поединков, 20 побед (14 нокаутом), 1 поражение. | 20 поединков, 20 побед (14 нокаутом), 1 поражение. | 20 поединков, 20 побед (14 нокаутом), 1 поражение. | 20 поединков, 20 побед (14 нокаутом), 1 поражение. | 20 поединков, 20 побед (14 нокаутом), 1 поражение.      | 20 поединков, 20 побед (14 нокаутом), 1 поражение. | 20 поединков, 20 побед (14 нокаутом), 1 поражение. |
| Бой                                                | Рекорд                                             | Дата боя                                           | Соперник                                           | Место проведения боя                                    | Результат                                          | Дополнительно |
| -------------------------------------------------- | -------------------------------------------------- | -------------------------------------------------- | -------------------------------------------------- | ------------------------------------------------------- | -------------------------------------------------- | --- |
| 20                                                 | 19-1                                               | 4 ноября 2023                                      | Джозеф Гудолл (10-1-1)                             | Tahoe Blue Event Center, Стейтлайн, Невада, США         | TKO 4 (10), 0:50                                   | Защитил титул чемпиона по версии WBC Silver (1-я защита Аджагба) в тяжёлом весе.                                                                             |
| 19                                                 | 18-1                                               | 26 августа 2023                                    | Жан Кособуцкий (19-0)                              | Hard Rock Hotel & Casino, Талса, Оклахома, США          | DQ 4 (10), 0:33                                    | Завоевал вакантный титул чемпиона по версии WBC Silver в тяжёлом весе.                                                                                       |
| 18                                                 | 17-1                                               | 14 января 2023                                     | Стефан Шоу (18-0)                                  | Turning Stone Resort Casino, Верона, штат Нью-Йорк, США | UD 10                                              | Счёт судей: 96-94 (трижды). |
| 17                                                 | 16-1                                               | 27 августа 2022                                    | Йожеф Дармош (14-4-3)                              | Hard Rock Hotel & Casino, Талса, Оклахома, США          | TKO 2 (8), 1:15                                    | |
| 16                                                 | 15-1                                               | 9 октября 2021                                     | Фрэнк Санчес Форе (18-0)                           | Ти-Мобайл Арена, Лас-Вегас, Невада, США                 | UD 10                                              | Счёт: 92-97, 91-98 (дважды). Бой за титулы чемпиона по версиям WBC Continental Americas (2-я защита Санчеса) и WBO NABO (4-я защита Санчеса) в тяжёлом весе. |
| 15                                                 | 15-0                                               | 10 апреля 2021                                     | Брайан Ховард (15-4)                               | Osage Casino, Талса, Оклахома, США                      | KO 3 (10), 1:29                                    | |
| 14                                                 | 14-0                                               | 19 сентября 2020                                   | Джонатан Райс (13-5-1)                             | MGM Grand, Лас-Вегас, Невада, США                       | UD 10                                              | Счёт: 98-92, 99-91 (дважды). |
| 13                                                 | 13-0                                               | 7 марта 2020                                       | Разван Кожану (17-6)                               | Барклайс-центр, Бруклин, Нью-Йорк, США                  | TKO 9 (10), 2:46                                   | |
| 12                                                 | 12-0                                               | 21 декабря 2019                                    | Яго Киладзе (26-4-1)                               | Тойота Арена, Онтэрио, Калифорния, США                  | KO 5 (10), 2:09                                    | |
| 11                                                 | 11-0                                               | 20 июля 2019                                       | Али Эрен Демирезен (11-0)                          | MGM Grand, Лас-Вегас, Невада, США                       | UD 10 (10)                                         | Счёт: 97-93, 99-91 (дважды). |
| 10                                                 | 10-0                                               | 27 апреля 2019                                     | Михаэль Валлиш (19-1)                              | Cosmopolitan of Las Vegas, Лас-Вегас, Невада, США       | TKO 2 (10), 1:40                                   | |
| 9                                                  | 9-0                                                | 9 марта 2019                                       | Амир Мансур (23-3-1)                               | Dignity Health Sports Park, Карсон, Калифорния, США     | RTD 2 (8), 3:00                                    | |
| 8                                                  | 8-0                                                | 22 декабря 2018                                    | Сантино Турнбоу (4-3)                              | Барклайс-центр, Бруклин, Нью-Йорк, США                  | TKO 1 (6), 2:22                                    | |
| 7                                                  | 7-0                                                | 30 сентября 2018                                   | Ник Джонс (7-0)                                    | Онтэрио, Калифорния, США                                | KO 1 (6), 2:25                                     | |
| 6                                                  | 6-0                                                | 24 августа 2018                                    | Кёртис Харпер (13-5)                               | Миннеаполис, Миннесота, США                             | DQ 1 (6), 0:01                                     | Харпер был дисквалифицирован за то, что покинул ринг сразу после сигнала колокола о начале боя.                                                              |
| 5                                                  | 5-0                                                | 26 мая 2018                                        | Делл Лонг (5-2-2)                                  | Билокси, Миссисипи, США                                 | KO 1 (6), 0:35                                     | |
| 4                                                  | 4-0                                                | 10 марта 2018                                      | Антонио Джонсон (6-2)                              | Сан-Антонио, Техас, США                                 | KO 1 (6), 1:14                                     | |
| 3                                                  | 3-0                                                | 4 ноября 2017                                      | Родни Эрнандез (10-6-2)                            | Барклайс-центр, Бруклин, Нью-Йорк, США                  | TKO 5 (6), 1:31                                    | |
| 2                                                  | 2-0                                                | 14 октября 2017                                    | Люк Лайонс (5-0)                                   | Ньюарк, Нью-Джерси, США                                 | TKO 1 (6), 2:19                                    | |
| 1                                                  | 1-0                                                | 30 июля 2017                                       | Тиррелл Энтони Херндон (6-1)                       | Бейкерсфилд, Калифорния, США                            | KO 1 (6), 1:29                                     | Дебют в профессиональном боксе. |
| Бой                                                | Рекорд                                             | Дата боя                                           | Соперник                                           | Место проведения боя                                    | Результат                                          | Дополнительно |